# AMD Sempron

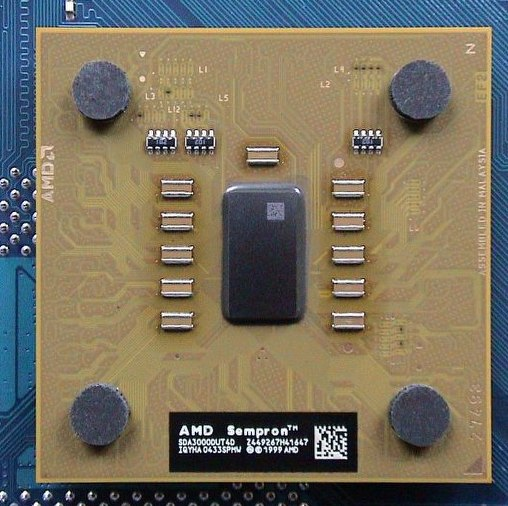
Sempron 3000+

AMD Sempron – seria niskobudżetowych procesorów produkowanych przez firmę AMD. Zastąpiła ona linię AMD Duron jako konkurencja dla procesorów Celeron firmy Intel.

## 32-bitowe Semprony
Pierwsze, 32-bitowe wersje Sempronów bazowały na procesorach AMD Athlon XP.
Wszystkie 32-bitowe semprony korzystały z podstawki Socket 462 (A).

### Sempron Thoroughbred A/B
- Technologia wykonania: 130 nm
- Wielkość pamięci Cache pierwszego poziomu: 64 + 64 KiB (Dane + instrukcje)
- Wielkość pamięci Cache drugiego poziomu: 256 KiB (taktowana z pełną prędkością rdzenia)
- Obsługiwane instrukcje: MMX, 3DNow!, SSE
- Podstawka: Socket 462 (A)
- FSB: 166 MHz (efektywnie 333 MHz)
- Napięcie rdzenia: 1,6 V
- Data wprowadzenia pierwszych modeli: 28 lipca 2004
- Dostępne modele: od 2200+ do 2800+ (częstotliwość taktowania rdzenia 1500–2000 MHz)

### Sempron Thorton
- Technologia wykonania: 130 nm
- Wielkość pamięci Cache pierwszego poziomu: 64 + 64 KiB (Dane + instrukcje)
- Wielkość pamięci Cache drugiego poziomu[a]: 256 KiB (taktowana z pełną prędkością rdzenia)
- Obsługiwane instrukcje: MMX, 3DNow!, SSE
- Podstawka: Socket 462 (A)
- FSB: 166 MHz (efektywnie 333 MHz)
- Napięcie rdzenia: 1,6 V
- Data wprowadzenia pierwszych modeli: 28 lipca 2004
- Dostępne modele: od 2200+ do 2800+ (częstotliwość taktowania rdzenia 1500–2000 MHz)

### Sempron Barton
- Technologia wykonania: 130 nm
- Wielkość pamięci Cache pierwszego poziomu: 64 + 64 KiB (Dane + instrukcje)
- Wielkość pamięci Cache drugiego poziomu: 512 KiB (taktowana z pełną prędkością rdzenia)
- Obsługiwane instrukcje: MMX, 3DNow!, SSE
- Podstawka: Socket 462 (A)
- FSB: 166/200 MHz (efektywnie 333/400 MHz)
- Napięcie rdzenia: 1,6 / 1,65 V
- Data wprowadzenia pierwszych modeli: 17 sierpnia 2004
- Dostępne modele: 3000+, 3300+ (częstotliwość taktowania rdzenia: 2000–2200 MHz)

## 64-bitowe Semprony
Po zakończeniu produkcji 32-bitowych sempronów, na rynku pojawiły się nowe, 64-bitowe wersje tych procesorów, bazowane na procesorach AMD Athlon64 (K8).
Semprony K8 korzystają z podstawek Socket 754, Socket 939 oraz Socket AM2.

### Sempron Paris
- Technologia wykonania: 130 nm SOI
- Wielkość pamięci podręcznej pierwszego poziomu: 64 + 64 KiB (Dane + Instrukcje)
- Wielkość pamięci podręcznej drugiego poziomu: 128/256 KiB (taktowana z pełną prędkością rdzenia)
- Obsługiwane instrukcje: MMX, 3DNow!, SSE, SSE2, NX bit
- Zintegrowany 72-bitowy (jednokanałowy, obsługujący ECC) kontroler pamięci DDR
- Podstawka: Socket 754
- Częstotliwość HyperTransport: 800 MHz
- Napięcie rdzenia: 1,4 V
- Data wprowadzenia pierwszego modelu: 28 lipca 2004
- Dostępne modele: 3000+, 3100+ (częstotliwość taktowania rdzenia: 1800 MHz)

### Sempron Palermo
- Technologia wykonania: 90 nm SOI

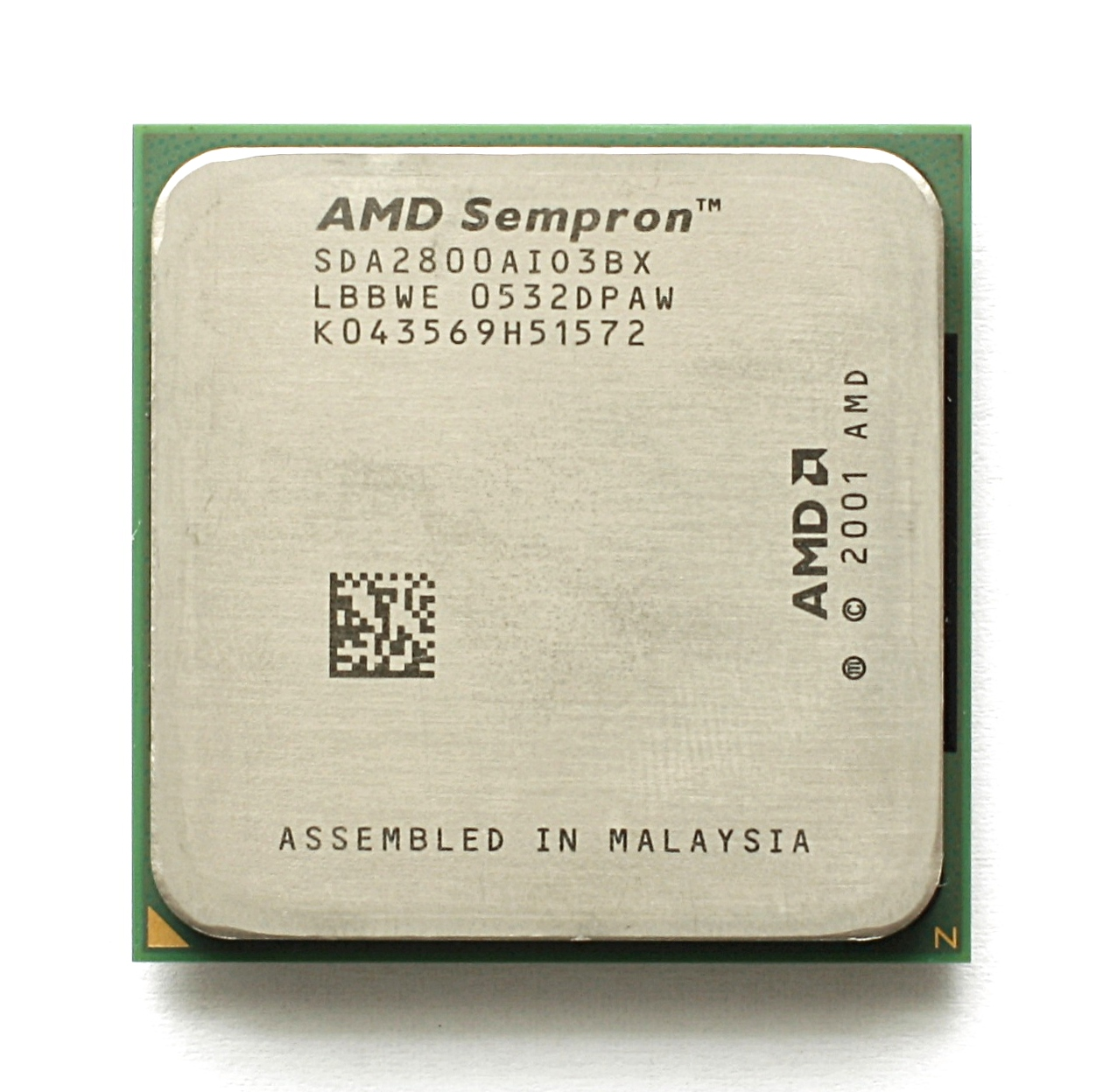
AMD Sempron Palermo 2800+

- Wielkość pamięci podręcznej pierwszego poziomu: 64 + 64 KiB (Dane + Instrukcje)
- Wielkość pamięci podręcznej drugiego poziomu:: 128/256 KiB (taktowana z pełną prędkością rdzenia)
- Obsługiwane instrukcje: MMX, 3DNow!, SSE, SSE2, SSE3[b], AMD64[b], Cool'n'Quiet[b], NX bit
- Zintegrowany 72-bitowy (jednokanałowy, obsługujący ECC) kontroler pamięci DDR (modele s754);

144-bitowy (dwukanałowy, obsługujący ECC) kontroler pamięci DDR (modele s939)
- Podstawka: Socket 754, Socket 939
- Częstotliwość HyperTransport: 800 MHz
- Napięcie rdzenia: 1,35/1,4 V
- Data wprowadzenia pierwszych modeli: luty 2005
- Dostępne modele: od 2500+ do 3500+ (częstotliwość taktowania rdzenia: 1400–2000 MHz)

Wczesne modele Sempronów Palermo kryły się pod nazwą kodową Athlon64 Mobile Oakville

### Sempron Manila
- Technologia wykonania: 90 nm SOI

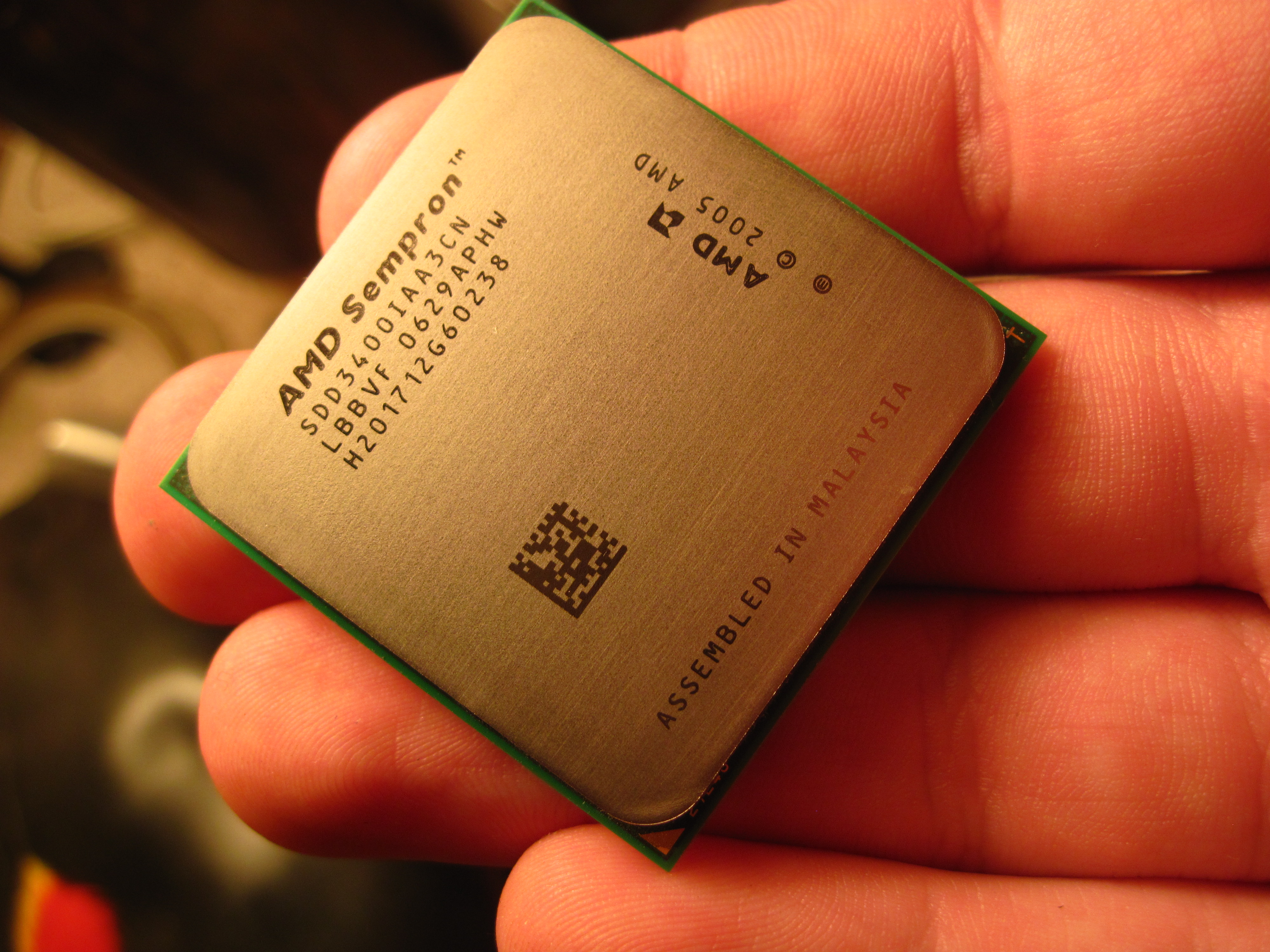
AMD Sempron 3400+

- Wielkość pamięci podręcznej pierwszego poziomu: 64 + 64 KiB (Dane + Instrukcje)
- Wielkość pamięci podręcznej drugiego poziomu:: 128/256 KiB (taktowana z pełną prędkością rdzenia)
- Obsługiwane instrukcje: MMX, 3DNow!(+), SSE, SSE2, SSE3, AMD64, Cool'n'Quiet[b], NX bit
- Zintegrowany 128-bitowy (dwukanałowy, obsługujący ECC) kontroler pamięci DDR2
- Podstawka: Socket AM2
- Częstotliwość HyperTransport: 800 MHz
- Napięcie rdzenia: 1,2 / 1,25 / 1,35 / 1,4 V
- Data wprowadzenia pierwszych modeli: 23 maja 2006
- Dostępne modele: od 2800+ do 3800+ (częstotliwość taktowania rdzenia: 1600–2200 MHz)

### Sempron Sparta
- Technologia wykonania: 65 nm SOI
- Wielkość pamięci podręcznej pierwszego poziomu: 64 + 64 KiB (Dane + Instrukcje)
- Wielkość pamięci podręcznej drugiego poziomu:: 256 KiB (taktowana z pełną prędkością rdzenia)
- Obsługiwane instrukcje: MMX, 3DNow!(+), SSE, SSE2, SSE3, AMD64, Cool'n'Quiet, NX bit
- Zintegrowany 128-bitowy (dwukanałowy, obsługujący ECC) kontroler pamięci DDR2
- Podstawka: Socket AM2
- Częstotliwość HyperTransport: 800 MHz
- Napięcie rdzenia: 1,2 / 1,4 V
- Data wprowadzenia pierwszego modelu: 20 sierpnia 2007
- Dostępne modele: LE-1150/1200/1250/1300 (częstotliwość taktowania rdzenia: 2000 MHz)

### Sempron Sargas
- Technologia wykonania: 45 nm SOI
- Wielkość pamięci podręcznej pierwszego poziomu: 64 + 64 KiB (Dane + Instrukcje)
- Wielkość pamięci podręcznej drugiego poziomu:: 1 MB (taktowana z pełną prędkością rdzenia)
- Obsługiwane instrukcje: MMX, 3DNow!(+), SSE, SSE2, SSE3, SSE4a, AMD64, Cool'n'Quiet, NX bit
- Zintegrowany 128-bitowy (dwukanałowy, obsługujący ECC) kontroler pamięci DDR2 i DDR3
- Podstawka: Socket AM3
- Częstotliwość HyperTransport: 2000 MHz
- Napięcie rdzenia: 0,85–1,35 V
- Data wprowadzenia pierwszego modelu: 22 lipca 2009
- Dostępne modele: X1 140